# Posideion
Posideion (en griego antiguo, Ποσίδειον),  es el nombre de una antigua ciudad griega de Eubea. 
Perteneció a la Liga de Delos puesto que aparece en el registro de tasación de tributos de Atenas del año 425/4 a. C., donde debía pagar un phoros de 100 dracmas. En el siglo II a. C. Posideion aparece en otra inscripción donde se había convertido en un demo de Óreo.
Se desconoce su localización exacta pero se ha sugerido que debió estar situada al norte de la actual Helleniko o en Valisika.